# Nakht (grand intendant)
Pour les articles homonymes, voir Nakht.
Nakht est un fonctionnaire égyptien vivant vers 1950 av. J.-C. sous le règne de Sésostris Ier, roi de la XIIe dynastie. Son titre principal est celui de « grand intendant ». En tant que grand intendant, il est responsable des domaines qui approvisionnent le palais et la résidence royale en nourriture et autres ressources.
Nakht est connu par plusieurs sources. Il a été enterré à Licht, près de la pyramide d'Amenemhat Ier, où sa tombe décorée de reliefs a été fouillée en 1894-1895, puis en 1913-1914. Seuls quelques fragments de la décoration en relief ont survécu. On y a également trouvé une statue grandeur nature qui se trouve aujourd'hui au Musée égyptien du Caire. Une deuxième statue sans provenance se trouve aujourd'hui au Musée archéologique national de Naples. Il est également nommé sur une marque de contrôle sur un bloc de la pyramide de Sésostris Ier à Licht. La marque de contrôle n'est pas datée mais a été trouvée dans une partie du bâtiment qui a été construit dans la deuxième décennie du règne du roi, fournissant une datation approximative pour Nakht.